# Scott Spencer
Scott Spencer (Washington, 1º settembre 1945) è uno scrittore statunitense.

## Biografia
Nato nel 1945 a Washington, vive e lavora nella parte settentrionale dello Stato di New York.
Ha insegnato presso numerose università (Columbia University, Università dell'Iowa e Williams College) e ha lavorato come giornalista presso testate quali New York Times, New Yorker e Harper's Magazine oltre a contribuire regolarmente sul Rolling Stone.
A partire dal suo esordio nel 1975 con Last Night at the Brain Thieves Ball, ha pubblicato 12 romanzi (oltre a due horror firmati con lo pseudonimo di Chase Novak) e le sue opere sono state trasposte a più riprese in pellicole cinematografiche.

## Romanzi
- Last Night at the Brain Thieves Ball (1975)
- Preservation Hall (1976)
- Endless Love, 1979
  - Amore senza fine, traduzione di Francesco Franconeri, Collana Omnibus, Milano, Mondadori, 1980; Collana Oscar n.1475, Mondadori, 1982; Collana Oscar Bestsellers n.271, Mondadori, 1992; col titolo Un amore senza fine, Collana La memoria n.998, Palermo, Sellerio, 2015, ISBN 978-88-389-3349-3.
  -  Un amore senza fine, trad. e cura di Tommaso Pincio, Collana Il contesto n.142, Palermo, Sellerio, 2023, ISBN 978-88-389-4520-5.
- Waking the Dead (1986)
- Secret Anniversaries (1990)
- Men In Black (1995)
- Rich Man's Table (1998)
- Una nave di carta (A Ship Made of Paper, 2003), traduzione di Luca Briasco, Collana Il contesto n.96, Palermo, Sellerio, 2019, ISBN 978-88-389-3799-6.
- Willing (2008)
- Man in the Woods (2010)
- River Under the Road (2017)
- Un oceano senza sponde (An Ocean Without a Shore, 2022), trad. di Assunta Martinese, Collana Il contesto n.131, Palermo, Sellerio, 2023, ISBN 978-88-389-4375-1.

### Romanzi firmati Chase Novak
- Breed (2012)
- Brood (2014)

## Filmografia
- Amore senza fine (Endless Love), regia di Franco Zeffirelli (1981) (soggetto)
- Punto debole (Split Image), regia di Ted Kotcheff (1982)
- Famiglia in fuga (Father Hood), regia di Darrell Roodt (1993) (sceneggiatura)
- Waking the Dead, regia di Keith Gordon (2000) (soggetto)
- Un amore senza fine (Endless Love), regia di Shana Feste (2014) (soggetto)

## Premi e riconoscimenti
- National Book Award per la narrativa: 1980 finalista con Amore senza fine e 2003 finalista con Una nave di carta
- Guggenheim Fellowship: 2004[6]